# Dominic Solanke
Dominic Solanke (Reading, 14 september 1997) is een Engels-Nigeriaans voetballer die doorgaans als spits speelt. Hij stroomde in 2014 door vanuit de jeugd van Chelsea FC, dat hem later verhuurde aan Vitesse en verkocht aan Liverpool FC. Na een aantal jaar bij AFC Bournemouth maakte hij in augustus 2024 voor € 75 miljoen de overstap naar Tottenham Hotspur, waarmee hij in zijn eerste seizoen de UEFA Europa League won. Nadat Solanke met Engelse jeugdelftallen het EK onder 17 in 2014 en het WK onder 20 in 2017 won, debuteerde hij in 2017 in het Engels voetbalelftal.

## Clubcarrière

### Chelsea FC en verhuur aan Vitesse
Solanke werd geboren in Reading en groeide op in Basingstoke. Op zevenjarige leeftijd werd hij gescout door Chelsea FC. Hij maakte op 21 oktober 2014 zijn debuut in het betaald voetbal, toen Chelsea FC met 6–0 won in de UEFA Champions League tegen NK Maribor. Hij mocht toen van trainer José Mourinho na 73 minuten invallen voor Oscar en werd daarmee de jongste speler ooit die voor Chelsea FC uitkwam in de UEFA Champions League. Met een jeugdelftal won hij dat seizoen de UEFA Youth League. Solanke scoorde in dat toernooi 12 keer in 9 wedstrijden, waaronder een hattrick in de groepswedstrijd tegen Sporting CP en een doelpunt in de finale tegen Sjachtar Donetsk (3–2).
Vitesse huurde Solanke voor het seizoen 2015/16 van Chelsea FC. Op 23 augustus 2015 debuteerde Solanke voor Vitesse, toen hij in een uitwedstrijd tegen Feyenoord in de 79ste minuut inviel voor Abiola Dauda. Een week later maakte Solanke zijn eerste doelpunt voor Vitesse: thuis tegen SC Cambuur maakte hij de 4–1, waarmee hij de eindstand op het scorebord zette. Solanke keerde in de zomer van 2016 terug bij Chelsea FC, maar kwam in het daaropvolgende seizoen onder leiding van Antonio Conte niet in actie voor het eerste elftal, terwijl de club zijn zesde landstitel won.

### Liverpool FC
Nadat Solanke bij Chelsea FC uit zijn contract was gelopen, maakte hij in de zomer van 2017 de overstap naar Liverpool FC, dat nog wel een opleidingsvergoeding betaalde. Hiervoor debuteerde hij op 15 augustus 2017, als invaller voor Roberto Firmino bij een 1–2 overwinning tegen TSG Hoffenheim in de voorronden van de UEFA Champions League. Vier dagen later kwam hij binnen de lijnen voor Georginio Wijnaldum tijdens een 1–0 zege op Crystal Palace, waarmee hij zijn debuut maakte in de Premier League. Solanke werd in september 2017 opgenomen in een lijst van 25 genomineerden voor de Golden Boy. Zijn eerste doelpunt voor de club volgde in de laatste speeldag van het competitieseizoen; bij een 4–0 overwinning tegen Brighton & Hove Albion op 13 mei 2018 maakte hij het derde doelpunt. Hij bleef op de reservebank toen Liverpool FC op 26 mei 2018 met 3–1 verloor van Real Madrid in de UEFA Champions Leaguefinale. In het seizoen 2018/19 kreeg Solanke geen speeltijd in het eerste elftal en raakte hij geblesseerd.

### AFC Bournemouth
Solanke maakte in januari 2019 voor naar verluidt € 21 miljoen de overstap naar AFC Bournemouth, waarmee hij de derde duurde aanwinst van de club werd. Hij debuteerde op 2 februari 2019 voor The Cherries bij een met 2–0 verloren competitieduel tegen Cardiff City. Op 28 augustus 2019 benutte hij zijn strafschop in een gewonnen penaltyserie tegen Forest Green Rovers in de League Cup. Op 4 januari 2020 was hij voor het eerst trefzeker voor de club, in zijn 31ste wedstrijd voor de club, tegen Luton Town in de FA Cup. Hij droeg bij aan een 4–0 zege. Op 12 juli 2020 maakte hij ook zijn eerste twee competitiedoelpunten voor AFC Bournemouth, bij een 4–1 overwinning tegen Leicester City, gevolgd door een doelpunt tegen Everton FC op 26 juli 2020 (1–3 winst). Het was echter niet genoeg om de club te behouden voor degradatie naar de Championship.
In het seizoen 2021/22 hielp Solanke AFC Bournemouth met 29 competitiedoelpunten naar promotie terug naar de Premier League. Bovendien werd hij opgenomen in het Team van het Seizoen in de competitie door de English Football League. Ook werd hij genomineerd voor de titel Speler van het Jaar in de competitie, maar die prijs werd gewonnen door Aleksandar Mitrović. Op 14 september 2023 ondertekende hij een nieuw, vierjarig contract bij AFC Bournemouth. Op 23 december 2023 maakte Solanke zijn eerste hattrick in het profvoetbal, bij een 2–3 overwinning op bezoek bij Nottingham Forest. In diezelfde maand scoorde hij in de competitie tegen Aston Villa, Manchester United en Fulham FC, waarna hij als eerste speler ooit van AFC Bournemouth werd verkozen tot Premier League Player of the Month.

### Tottenham Hotspur
Solanke ondertekende op 10 augustus 2024 een contract bij Tottenham Hotspur, dat naar verluidt een clubrecord van € 75 miljoen voor hem betaalde aan AFC Bournemouth. Hij debuteerde voor deze club op 19 augustus 2024, tegen Leicester City in de Premier League (1–1). Op 21 september 2024, in de thuiswedstrijd tegen Brentford FC (3–1), maakte hij zijn eerste doelpunt voor de club. Vijf dagen later scoorde hij ook bij zijn internationale debuut voor de club; Tottenham Hotspur won in de UEFA Europa League met 3–0 van FK Qarabağ. Dat was zijn eerste doelpunt in het Europees clubvoetbal. Solanke maakte uiteindelijk vijf doelpunten in dat toernooi en speelde op 21 mei 2025 de volledige finale, die met 1–0 werd gewonnen van Manchester United. Na afloop werd hij tot de UEFA opgenomen in het Team van het Seizoen van het toernooi.

## Clubstatistieken
| Seizoen         | Club              | Competitie       | Competitie | Competitie | Beker | Beker | Continentaal | Continentaal | Overig | Overig | Totaal | Totaal |
| Seizoen         | Club              | Competitie       | Wed.       | Dlp.       | Wed.  | Dlp.  | Wed.         | Dlp.         | Wed.   | Dlp.   | Wed.   | Dlp.   |
| --------------- | ----------------- | ---------------- | ---------- | ---------- | ----- | ----- | ------------ | ------------ | ------ | ------ | ------ | ------ |
| 2014/15         | Chelsea FC        | Premier League   | 0          | 0          | 0     | 0     | 1            | 0            | —      | —      | 1      | 0      |
| 2015/16         | → Vitesse         | Eredivisie       | 25         | 7          | 1     | 0     | 0            | 0            | —      | —      | 26     | 7      |
| 2016/17         | Chelsea FC        | Premier League   | 0          | 0          | 0     | 0     | —            | —            | —      | —      | 0      | 0      |
| 2017/18         | Liverpool FC      | Premier League   | 21         | 1          | 2     | 0     | 4            | 0            | —      | —      | 27     | 1      |
| 2018/19         | Liverpool FC      | Premier League   | 0          | 0          | 0     | 0     | 0            | 0            | —      | —      | 0      | 0      |
| 2018/19         | AFC Bournemouth   | Premier League   | 10         | 0          | 0     | 0     | —            | —            | —      | —      | 10     | 0      |
| 2019/20         | AFC Bournemouth   | Premier League   | 32         | 3          | 4     | 1     | —            | —            | —      | —      | 36     | 4      |
| 2020/21         | AFC Bournemouth   | EFL Championship | 40         | 15         | 3     | 0     | —            | —            | 2      | 0      | 45     | 15     |
| 2021/22         | AFC Bournemouth   | EFL Championship | 46         | 29         | 2     | 1     | —            | —            | —      | —      | 48     | 30     |
| 2022/23         | AFC Bournemouth   | Premier League   | 33         | 6          | 2     | 1     | —            | —            | —      | —      | 35     | 7      |
| 2023/24         | AFC Bournemouth   | Premier League   | 38         | 19         | 4     | 2     | —            | —            | —      | —      | 42     | 21     |
| 2024/25         | Tottenham Hotspur | Premier League   | 27         | 9          | 5     | 2     | 13           | 5            | —      | —      | 45     | 16     |
| Carrière totaal | Carrière totaal   | Carrière totaal  | 272        | 89         | 23    | 7     | 18           | 5            | 2      | 0      | 315    | 101    |

Bijgewerkt t/m 3 juni 2025.

## Interlandcarrière

### Junioren
Solanke speelde voor diverse Engelse jeugdelftallen. Zo nam hij in mei 2014 met Engeland onder 17 deel aan het EK onder 17 van 2014 in Malta. Hij scoorde twee keer in het groepsduel tegen Turkije (4–1 winst) en was vervolgens ook trefzeker in de halve finale tegen Portugal (0–2 winst) en de finale tegen Nederland (1–1), die na een penaltyserie werd gewonnen. Zo won Engeland onder 17 zijn tweede Europese titel en werd Solanke samen met Jari Schuurman gedeeld topscorer van het toernooi. Solanke nam in juli 2016 ook deel met Engeland onder 19 aan het EK onder 19 in Duitsland. Hij scoorde in de groepswedstrijden tegen Frankrijk en Nederland (beide 1–2 winst), voordat Engeland in de halve finales werd uitgeschakeld door Italië.
In 2017 nam Solanke met Engeland onder 20 deel aan het WK onder 20 in Zuid-Korea. Hij scoorde in de eerste groepswedstrijd tegen Argentinië (0–3) en maakte op 5 juli 2017 het enige doelpunt in de kwartfinale tegen Mexico. Vanwege de terreuraanval in Londen van twee dagen eerder speelden de Engelsen tegen Mexico met rouwbanden. Met twee doelpunten in de halve finale tegen Italië hielp Solanke Engeland naar de finale, die met 0–1 werd gewonnen tegen Venezuela. Zo werd Engeland onder 20 zijn eerste wereldtitel, met Solanke als topscorer van het team. Bovendien ontving Solanke de Gouden Schoen als beste speler van het toernooi. In juni 2019 speelde Solanke mee met Engeland onder 21 op het EK onder 21 in Italië en San Marino. Hij kwam echter enkel in actie in de eerste groepswedstrijd tegen Frankrijk en Engeland werd in de groepsfase uitgeschakeld.

### Senioren
Solanke debuteerde op 14 november 2017 in het Engels voetbalelftal. In een doelpuntloze oefeninterland tegen Brazilië kwam hij in de tweede helft binnen de lijnen voor Jamie Vardy. Vervolgens werd hij bijna zeven jaar niet meer opgeroepen voor het nationale elftal, voordat hij door interim-bondscoach Lee Carsley werd opgenomen in de Engelse selectie voor de wedstrijden tegen Griekenland en Finland in de UEFA Nations League in oktober 2024. Tegen Griekenland maakte hij zijn rentree, als vervanger van Phil Foden bij een 2–1 nederlaag op 10 oktober 2024.
| Interlands van Dominic Solanke voor Engeland | Interlands van Dominic Solanke voor Engeland | Interlands van Dominic Solanke voor Engeland | Interlands van Dominic Solanke voor Engeland | Interlands van Dominic Solanke voor Engeland | Interlands van Dominic Solanke voor Engeland |
| №                                            | Datum                                        | Wedstrijd                                    | Uitslag                                      | Competitie                                   | Goals                                        |
| 1                                            | Als speler van Liverpool FC                  | Als speler van Liverpool FC                  | Als speler van Liverpool FC                  | Als speler van Liverpool FC                  | 0                                            |
| -------------------------------------------- | -------------------------------------------- | -------------------------------------------- | -------------------------------------------- | -------------------------------------------- | -------------------------------------------- |
| 1                                            | 14 november 2017                             | Engeland – Brazilië                          | 0 – 0                                        | Vriendschappelijk                            |                                              |
| 2                                            | Als speler van Tottenham Hotspur             | Als speler van Tottenham Hotspur             | Als speler van Tottenham Hotspur             | Als speler van Tottenham Hotspur             | 0                                            |
| 2                                            | 10 oktober 2024                              | Engeland – Griekenland                       | 1 – 2                                        | UEFA Nations League B 2024/25                |                                              |
| 3                                            | 17 november 2024                             | Engeland – Ierland                           | 5 – 0                                        | UEFA Nations League B 2024/25                |                                              |

Bijgewerkt t/m 22 mei 2025.

## Erelijst
Tottenham Hotspur
- UEFA Europa League: 2024/25

 Jeugd Chelsea FC
- UEFA Youth League: 2014/15

 Engeland onder 20
- WK onder 20: 2017

 Engeland onder 17
- EK onder 17: 2014

Persoonlijk
- WK onder 20 Gouden Schoen: 2017
- UEFA Europa League Team van het Seizoen: 2024/25
- EFL Championship Team van het Seizoen: 2021/22
- Premier League Player of the Month: december 2023